# Лъчева кост
Лъчевата кост (на латински: radius) е една от двете големи кости на предмишницата. Тя се простира от латералната страна на лакътя до страната на палеца на китката, успоредно на лакътната кост. Лъчевата кост е по-къса и по-малка от лакътната.

## Структура
Лъчевата кост е дълга и леко извита надлъжно кост, състояща се от тяло и два края – горен (по-тънък) и долен (по-масивен).
- Горен край – представлява кълбообразно задебеление (caput radii), горната част на което има вдлъбната ставна повърхност, която се допира до изпъкналата ставна повърхност на главичката на мишничната кост. Една трета от страничната част на горния край е заета от лентовидна ставна повърхност (circumferentia articularis), служеща за свързване със съответстващата част на лакътната кост. Горният край се отделя от тялото чрез стеснена част – шийка (collum radii), непосредствено под която по предно-лакътната страна на тялото се намира грапава изпъкналост (tuberositas radii), за която се залавя сухожилието на двуглавия мишничен мускул.
- Тяло – в горната си част то е по-тънко и обло, а надолу задебелява и придобива формата на тристенна призма. На него са разположени три стени (предна, задна и странична) и три ръба (преден, заден и вътрешен). Най-добре изразен е вътрешния ръб, който е обърнат към лакътната кост.
- Долен край – на него се намира триъгълна, вдлъбната ставна повърхност, чрез която лъчевата кост се свързва с горната редица от костите на китката. Страничната част на долния край се продължава в пирамидален шиловиден израстък (processus styloideus radii). На вътрешната страна на долния край се намира лакътна изрезка за свързване с главата на лакътната кост.

Лъчевата кост се свързва към две стави – лакътя и китката.

### Развитие
Осификацията започва от долния край на възраст между 9 и 26 месеца. Вкостяването на горния край започва до петата година.

## Клинична картина
Счупването на лъчевата кост на ръката е едно от най-разпространените травматични увреждания. Специфичните видове фрактури включват:
- Проксимална фрактура
- Радиална фрактура
- Дистална фрактура
  - Фрактура на Галеази – фрактура с дислокация на дисталната радионарна става
  - Фрактура на Колес – дистална фрактура с дорзално изместване на китката и ръката
  - Фрактура на Смит – дистална фрактура с вентрално изместване на китката и ръката
  - Фрактура на Бартън – вътреставна дистална фрактура с дислокация на радиокарпалната става

## При животните
При четирикраките животни лъчевата кост е основната носеща кост на долния преден крайник. Структурата ѝ е сходна при повечето наземни тетраподи, но може да се слее с лакътната кост при някои бозайници (като коне) и да се намали или модифицира при животни с плавници.